# Recuva
Recuva – darmowy program do odzyskiwania danych, wyprodukowany przez firmę Piriform, obsługuje systemy Microsoft Windows 10, 8, 7, Vista, XP, 2003 i 2000. Jest w stanie odzyskać pliki, które zostały „trwale” usunięte i oznaczone przez system operacyjny jako wolne miejsce. Program może być również używany do odzyskania plików usuniętych z pamięci flash, pamięci USB, kart pamięci czy odtwarzaczy MP3.
Program Recuva został opisany przez portal www.V3.co.uk jako „skuteczne narzędzie do odzyskiwania lub ratowania plików, które w przeszłości zostały przez nas usunięte”. Obsługuje on takie systemy plików jak FAT, NTFS i exFAT. Jest w stanie odzyskać utracone struktury katalogów i automatycznie zmienia nazwy plików, kiedy próbuje odzyskać dwa pliki o tej samej nazwie.
Podobnie jak w przypadku innych programów do odzyskiwania plików, Recuva szuka nieprzypisanych danych, ale jeśli system operacyjny zapisał nowe dane na usuniętym pliku, jego odzyskanie staje się często niemożliwe.